# Таймыр (остров)
Остров Таймыр — крупный необитаемый остров в Карском море у северо-западного побережья полуострова Таймыр. Расположен к западу от Таймырского залива.
К северу от острова находится архипелаг Норденшельда. От материка остров отделен Таймырским проливом, средняя ширина которого составляет около 3 км. Остров имеет длину 37 км и ширину около 18,5 км.
Берега острова сильно изрезаны. Вместе с близлежащими островами — Нансена, Боневи, Моисеева, Пилота Алексеева, Розмыслова и Пилота Махоткина — он образуют сложную лабиринтную структуру береговой линии.
Для острова характерна пересечённая местность и большое количество каменистых россыпей. Самые высокие точки: гора Эффект (176 м) и гора Негри (235 м). На острове два крупных озера — Черное и Светлое.
Климат очень суровый. Растительность представляет собой арктическую тундру. Море вокруг острова большую часть года покрыто льдом, и даже летом вокруг острова плавает много льдин.
Административно остров Таймыр входит в состав Красноярского края. С 1993 года остров является частью Большого Арктического заповедника.

## История исследования
В 1878 году шведско-русская экспедиция Адольфа Эрика Норденшельда на судне «Вега» открыла крупный остров, впоследствии названный остров Таймыр. Вот как об этом написано у исследователя Арктики Михаила Белова:

14 августа «Вега» вошла в глубокую, хорошо защищённую бухту, которая из-за обилия в ней красных актиний получила название бухты Актиний. Здесь льды задержали «Вегу» на несколько дней. Учёные исследовали геологическое строение берега и большого острова, названного позже островом Таймыр. Норденшельд решил оставить здесь знак в виде валуна с прислонённой к нему деревянной вехой. В отчёте Географическому обществу Оскар Нордквист сообщает, что под камнем был зарыт железный ящик с бутылкой, в которой находилось краткое сообщение о том, что экспедиция прибыла на остров, и просит передать эту записку королю Швеции. Запись была сделана на шведском и русском языках.
В. А. Троицкий, обследуя остров Таймыр, обнаружил знак Норденшельда. Железный ящик проржавел и распался, а лежащие на нём камни раздавили бутылку. К счастью, текст записки не пострадал. Она была направлена Географическим обществом СССР в адрес шведского королевского двора. На месте находки установлена деревянная доска с надписью, вырезанной ножом: «Знак Норденшельда, найден В. А. Троицким на г/с „Секстан“ 2/IX 1971 г.». И ещё следует сказать, что на карте острова Таймыр сделано исправление: за бухту Актиний неверно принимался небольшой изгиб берега в двух милях севернее, а сама бухта называлась бухтой Оленьей.

В 1900 году Русская полярная экспедиция Эдуарда Толля на корабле «Заря» побывала на острове Таймыр. Она установила на маленьком «острове Наблюдения» к юго-западу от острова Таймыр полярную станцию.
В 1970 году гидрограф Владилен Троицкий нашёл остатки гурия Норденшельда, в котором находилось письмо руководителя экспедиции  .

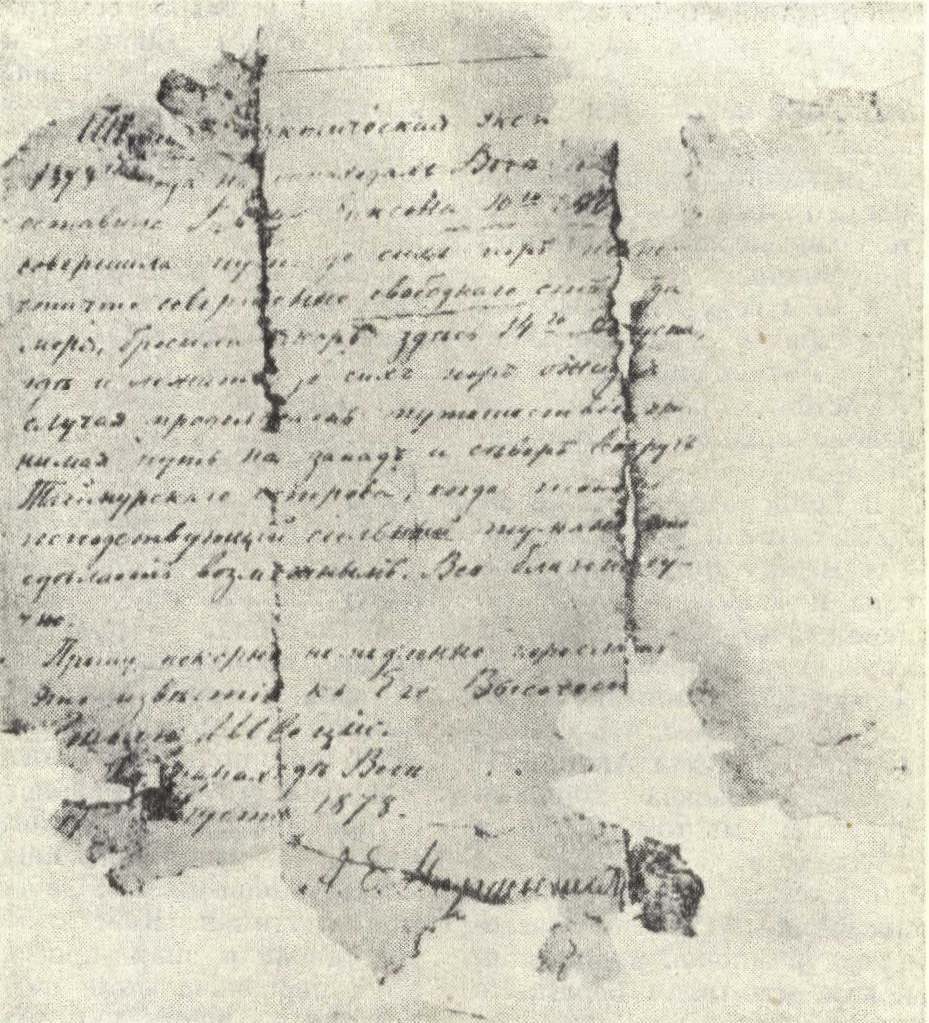
Письмо Норденшельда, найденное Троицким